# Eybl International
Die Eybl International AG mit Sitz im österreichischen Krems war ein Automobilzulieferer. Das operative Geschäft des Unternehmens wurde per Ende 2008 an Prevent DEV mit Sitz in Wolfsburg veräußert, die seither die Geschäfte fortführt. Die Eybl International AG selbst firmierte in die EAG-Beteiligungs Aktiengesellschaft um.

## Geschichte
Das Unternehmen wurde 1868 von William S. Smith als Manufaktur für Grobgewebe und Jalousien in Krems/Stein gegründet. Der Namensgeber des Unternehmens, Karl Eybl, erwarb das Unternehmen im Jahr 1905 und spezialisierte das Unternehmen auf die Produktion von Kokosteppichen und Fußmatten. In den 1960er Jahren begann Eybl mit der Produktion von textilem Autozubehör und der umfassenden Erweiterung des Unternehmens am Standort Stein.
Anfang der 1980er-Jahre erfolgte der Umzug an den heutigen Standort im Kremser Gewerbegebiet. 1984 gelang Eybl der europaweite Durchbruch als Automobilzulieferer mit dem Produkt "Henkelplüsch". In den 90er-Jahren erfolgte durch den Aufbau des Geschäftsbereiches "Konfektion" (Zuschneiden und Nähen von Stoff- und Leder-Sitzbezügen) eine weitere Umsatzausweitung. Im Rahmen einer Restrukturierung wurden Tochtergesellschaften in Brasilien und in den Vereinigten Staaten in den Jahren 2000 und 2002 geschlossen.
Am 5. Juni 1998 erfolgte der Börsengang des Unternehmens an der EASDAQ, am 19. September 2003 wechselt das Unternehmen an die Wiener Börse und notierte bis 2008 im Prime Market der Wiener Börse. Infolge der internationalen Automobilkrise melde Eybl im Dezember 2008 Insolvenz an. Mit Beschluss der außerordentlichen Hauptversammlung vom 7. April 2009 wurde das operative Geschäft an das slowenisch-deutsche Unternehmen Prevent DEV GmbH verkauft. Das gerichtliche Ausgleichsverfahren wurde im Mai 2009 erfolgreich abgeschlossen.
Mit Beschluss der ordentlichen Hauptversammlung vom 8. Juli 2009 erfolgte aus markenrechtlichen Gründen die Umfirmierung der Gesellschaft in die EAG-Beteiligungs Aktiengesellschaft. Daneben fand eine Sitzverlegung von Krems an der Donau nach Wien statt. Mit Wirkung zum 30. Juli 2009 folgte die Handelsaufnahme im Dritten Markt (MTF) an der Wiener Börse. Die Bekanntmachung der Umfirmierung erfolgte am 9. September 2009.

## Standorte
Das Unternehmen verfügte im Jahr 2009 über Produktionsstandorte in Gmünd, Trier, Krems, Deta (Rumänien), Jánosháza (Ungarn), Körmend (Ungarn), Lenti (Ungarn), Nagykanizsa (Ungarn) und Púchov (Slowakei). Der Produktionsstandort Trier wurde Ende 2009 geschlossen.

## Kennzahlen
| Geschäftsjahr | Umsatz in Mio € | Jahresüberschuss/-fehlbetrag in Mio € | Mitarbeiter (Jahresdurchschnitt) |
| ------------- | --------------- | ------------------------------------- | -------------------------------- |
| 1999          | 333,71          | 12,65                                 | 2.507                            |
| 2000          | 377,22          | 3,75                                  | 3.021                            |
| 2001          | 425,65          | −24,72                                | 4.515                            |
| 2002          | 410,40          | −4,19                                 | 3.713                            |
| 2003*         | 86,22           | 0,89                                  | 3.262                            |
| 2003/2004     | 342,19          | 9,05                                  | 3.606                            |
| 2004/2005     | 332,50          | 7,28                                  | 4.251                            |
| 2005/2006     | 345,33          | 6,33                                  | 4.104                            |
| 2006/2007     | 332,81          | 1,47                                  | 4.199                            |
| 2007/2008     | 294,10          | −45,90                                | 4.060                            |